# La Barre-en-Ouche
La Barre-en-Ouche je francouzská obec v departementu Eure v regionu Normandie. V roce 2010 zde žilo 981 obyvatel.

## Vývoj počtu obyvatel
Počet obyvatel 